# Stanisław Gościniak
Stanisław Kazimierz Gościniak (ur. 18 lipca 1944 w Poznaniu) – polski siatkarz i trener siatkarski.

## Życiorys
Reprezentował kluby Gwardia Wrocław (do 1968 roku) i Resovia. Z Resovią zdobył 4 tytuły mistrza Polski (1971–1975), 1 srebrny medal i 2 brązowe.
Z drużyną tą sięgnął też po klubowe wicemistrzostwo świata w 1975 roku.
Był mistrzem świata w Meksyku w 1974; został też uznany za najlepszego gracza tych mistrzostw. Zdobył brązowy medal mistrzostw Europy (Stambuł,1967) – a także 2. miejsce w Pucharze Świata w Pradze. Ponadto brał udział w dwóch igrzyskach olimpijskich (Meksyk 1968 – 5. miejsce, Monachium 1972 – 9. miejsce).
Polskę reprezentował 218 razy (1965–1974). Był jednym z najlepszych rozgrywających na świecie.
W 1977 roku ukończył AWF i podjął pracę z AZS Częstochowa. Z klubem tym zdobył czterokrotnie mistrzostwo Polski (1990, 1994, 1995, 1997), trzykrotnie wicemistrzostwo (1991, 1992, 2001), raz Puchar Polski (1998) i raz superpuchar (1995).
W latach 1986–1987 był trenerem męskiej reprezentacji Polski, która podczas mistrzostw świata w Paryżu zajęła dziewiąte miejsce.
Funkcję tę pełnił ponownie w latach 2003–2004. Prowadził m.in. drużynę na igrzyskach olimpijskich w Atenach w 2004 (5–8. miejsce).
Od kwietnia 2009 jest trenerem reprezentacji Polski juniorów.
27 października 2005 został członkiem Volleyball Hall of Fame – siatkarskiej „Galerii Sław” mieszczącej się w Holyoke.
W latach 80. został pozyskany przez Gromosława Czempińskiego do współpracy ze Służbą Bezpieczeństwa PRL jako tajny współpracownik o pseudonimie Stin. W 2010 r., na potrzeby udziału w wyborach samorządowych, złożył oświadczenie lustracyjne, uznane 28 grudnia 2015 r. przez Sąd Okręgowy w Gliwicach za niezgodne z prawdą.

## Odznaczenia i wyróżnienia
- Krzyż Oficerski Orderu Odrodzenia Polski (2011)[4]
- Krzyż Kawalerski Orderu Odrodzenia Polski (2000)[5]
- Złoty Krzyż Zasługi
- Wpis do „Księgi zasłużonych dla województwa rzeszowskiego” (1975)[6]